# Basso cantante
Basso cantante (Deutsch „Singender Bass“ auch Hoher Bass) ist eine gesangliche Stimmlage.
Typisch für Basso cantante ist neben der charakteristischen Basstimbre eine strahlende Höhe (bis fis1 – g1) und etwas mattere (im Vergleich zu anderen Bässen) tiefere Lage. Hoher Bass wird oft mit Bassbariton verwechselt, da viele Opernrollen von beiden Stimmfächer besetzt werden. Zu Basso cantante zählt man auch Spielbass.

## Opernrollen (Auswahl)
| Bellini: - Conte Rodolfo in La sonnambula - Oroveso in Norma - Sir Giorgio in I puritani Donizetti: - Enrico VIII in Anna Bolena - Raimondo Bidebent in Lucia di Lammermoor Gounod: - Méphistophélès in Faust Lyssenko: - Titelpartie in Taras Bulba Mozart: - Titelpartie in Le nozze di Figaro - Titelpartie in Don Giovanni Mussorgski: - Titelpartie in Boris Godunow Puccini: - Colline in La Bohème - Cesare Angelotti in Tosca |  |  | Tschaikowski: - Fürst Gremin in Eugen Onegin Verdi: - Zaccaria in Nabucco - Silva in Ernani - Banco in Macbeth - Conte Walter in Luisa Miller - Ferrando in Il trovatore - Fiesco in Simon Boccanegra - Filippo II in Don Carlo Wagner: - Titelpartie im Fliegenden Holländer - Hans Sachs in den Meistersingern von Nürnberg - Wotan und Alberich im Ring des Nibelungen - Amfortas und Klingsor in Parsifal |

## Bekannte Vertreter
- Pol Plançon
- Fjodor Iwanowitsch Schaljapin
- Ezio Pinza
- Fjodor Ignatjewitsch Strawinski
- Cesare Siepi
- Boris Christow
- Nikolaj Gjaurow
- Borys Hmyrja
- Anton Diakov
- Adam Didur
- Fritz Ollendorff
- Kim Borg
- Nikola Gjusselew
- Samuel Ramey
- Paata Burtschuladse